# Laucha (Löbau)
Laucha (obersorbisch Luchow) ist ein Dorf in der Oberlausitz und Stadtteil der sächsischen Großen Kreisstadt Löbau im Landkreis Görlitz.

## Geographie
Die aus zwei Weilern bestehende Siedlung liegt am südlichen Fuße des 320,8 m hohen Schafberges, dabei liegt das Oberdorf 24 Meter höher als das Niederdorf. Durch das Oberdorf führt die Straße von Nechen nach Kittlitz. Südlich des Niederdorfes verläuft die Eisenbahnstrecke Bautzen-Löbau.

## Geschichte
Das Weichbilddorf „Luchowe“ wurde 1306 durch die Markgrafen von Brandenburg der Gerichtsbarkeit des Rates zu Löbau gestellt. 1491 erfolgte die Erwähnung eines den Herren auf Kittlitz zinspflichtigen Lehnsmannes zu „Lawchow“. Sein Sitz soll eine Wasserburg gewesen sein, die vermutlich in den Feuchtwiesen nördlich des Vorwerkes gelegen war. Der dort befindliche von einem Graben umgebene Turmhügel von 20 Metern Durchmesser wurde beim Abriss des Vorwerkes beseitigt. Um den Besitz zog sich ein langwieriger Rechtsstreit zwischen der Grundherrschaft Kittlitz und dem Löbauer Rat hin. Kirchort war immer Kittlitz. Am 1. April 1938 erfolgte die Eingemeindung nach Kittlitz. Bis 1945 befand sich im Vorwerk eine Pferdezucht. Diese wurde nach Kriegsende aufgegeben und das Volksgut Löbau ließ das Vorwerk abreißen. Am 1. Januar 2003 wurde Laucha zusammen mit Kittlitz nach Löbau eingemeindet.
In Laucha steht eine etwa 150-jährige stattliche Rotbuche in einem Vorgarten.

## Bevölkerung und Sprache
Bis ins späte 19. Jahrhundert war Laucha mehrheitlich sorbischsprachig. Für seine Statistik über die sorbische Bevölkerung in der Oberlausitz ermittelte Arnošt Muka 1884/85 eine Bevölkerungszahl von 105 Einwohnern; davon waren 75 Sorben (71 %) und 30 Deutsche. Laucha lag damals in der äußersten südöstlichen Ecke des sorbischen Mehrheitsgebietes. Im Ort wurde der mittlerweile ausgestorbene Löbauer Dialekt des Obersorbischen gesprochen. Der Sprachwechsel zum Deutschen erfolgte im Ort zu Beginn des 20. Jahrhunderts. Heute ist das Sorbische aus dem Ortsalltag verschwunden.